# Малолетов, Дмитрий Иванович
Дми́трий Ива́нович Малоле́тов — российский гитарист, композитор, публицист, продюсер. Один из немногих гитаристов России, владеющий необычной техникой игры на гитаре «двуручным независимым теппингом» (TouchStyle или Two-handed tapping). Музыкант хорошо известен не только в России, но и за рубежом. Неоднократно выступал на концертных площадках Европы, Центральной Америки, США, странах АСЕАН, достойно представляя современную российскую гитару.
Автор учебных пособий по «фортепианной» технике игры на электрогитаре, а также теории музыки и гармонии.
Лидер группы «DM Blues JAM», музыкальный руководитель эстрадно-симфонического ансамбля «Con Brio».
Автор и ведущий радиопередачи «Гитарный клуб» на Русской Службе Новостей.

## Образование и начало профессиональной работы
Окончил эстрадное отделение Минского института культуры по классу электрогитары (класс Владимира Ткаченко, экс-гитариста и аранжировщика группы «Песняры»). Специальность «Дирижер эстрадного оркестра».
Профессиональную музыкальную деятельность начал в Белорусской государственной филармонии в 1987 году в группе «Ассорти». После окончания института был приглашен в группу «Красные Маки». Далее, в течение 10 лет работал в аккомпанирующих составах у ряда звезд российской эстрады, таких как: Игорь Николаев, Ирина Аллегрова, Олег Газманов, Наташа Королева, Валерий Сюткин (сессионно), Алексей Глызин (сессионно), а также в группе «Электроклуб».
Как студийный гитарист участвовал в записях песен для большого количества звезд, таких как Алла Пугачёва, София Ротару, Лариса Долина и др.

## Сольная карьера
С 1995 года начал выступать сольно, используя в своей игре необычный способ, — технику двуручного независимого тэппинга. С этого периода аккомпанировал звездам только сессионно, временно заменяя участников групп.
Успех в качестве сольного гитариста пришёл после выступления на Международном гитарном фестивале Washburn Days in Russia (1996), проводенном журналом «Music box». По мнению экспертов данного издания, Дмитрий Малолетов вошёл в пятёрку лучших гитаристов России.

## Аудио CD
Сольные авторские CD:
- «Рыцарь гитары», 2000 г.[2]
- «Сентябрь», 2008 г.[3].
- «Облака», 2014 г.
- «North to Southeast», 2016 г.

На сборниках:
- «Гитаристы России» 2002 г. Сборник лучших гитаристов России. «Салон аудио/Видео»[4]
- «Гитары России» 2006 г. Лучшие гитаристы России. CD-аудиоприложение журнала «Stereo & Video»[5],
- CD-аудиоприложение журнала «Люди и песни»[6].

Участие в записях альбомов (гитарные партии):
Игорь Николаев:
- 1989 — «Фантастика»[7]
- 1991 — «Мисс разлука»[7]
- 1992 — «Дельфин и русалка»[7] с участием Наташи Королевой

Наташа Королева:
- 1990 — «Жёлтые тюльпаны»[8]

группа «Электроклуб»
- 1992 г. — «Белая Пантера» CD

Ирина Аллегрова:
- 1992 — «Странник мой» LP
- 1994 — «Суженый мой (CD)
- 1994 — »Угонщица" (CD)

Алла Пугачева:
- 1997 — «Встречи в пути» GENERAL Records (GR97087CD)

## Видео, DVD
- «Фортепианная техника игры на электрогитаре» 1995 г. видеошкола VHS[9]. (Учебное пособие для гитаристов)
- «Washburn Days In Russia» гитарное супер-шоу при участии: Michael Angelo (USA), Ивана Смирнова, Тимура Квителашвили, Игоря Бойко, Дмитрия Малолетова, Дмитрия Четвергова, VHS, 1996.[1]
- МАМАКАБО THE BEST 2004—2007 DVD Концертные записи музыкантов-участников фестиваля МАМАКАБО. 2008 г.[10]
- Сольный видео-концерт «Live in Vologda», DVD, 2009 год[11], записанный в Вологде, в клубе Харди-Гарди[12].
- Сольный концерт в теннисном клубе «Галерея» (2016 г.).
- Выступление на Первом канале ТВ России в программе Д. Диброва «Антропология» (23.12.2023)

## Концертная деятельность
В настоящее время Дмитрий Малолетов выступает с сольной гитарной программой, а также со своей группой DM Blues Jam, в которой является гитаристом, вокалистом, автором песен и инструментальных композиций. За период 2021—2024 год прошло более 800 выступлений (сольных концертов, как участник фестивалей и других мероприятий).
Участник престижных гала-концертов, блюзовых джем-сейшнов в составах лучших музыкантов страны и зарубежных музыкантов. Гастролирует не только по России, но и в странах ближнего и дальнего зарубежья.
2008 г. Франция. Во время тура по стране получил высокую оценку своего творчества от графа Петра Шереметева, ректора русской консерватории в Париже Выступал по его приглашению на вечере кандидата в президенты Франции Жан Мари Ле Пена.
2014 г. США Сольные выступления и участие в фестивале Spring Music Festival (Остин, Livingston штат Техас)
В сентябре 2016 г. дал серию сольных концертов в Куала Лумпуре (Малайзия), участник международного фестиваля Diversity 2016.
В марте 2017 г. прошли концерты Дмитрия Малолетова в Маниле, Субик Бей (Филиппины) в рамках культурной программы экономического форума «Россия-АСЕАН».
В сентябре-октябре 2018 г. успешно прошел Европейский тур — 18 концертов в 6 странах Европы (Швейцария, Австрия, Германия, Чехия, Словакия, Польша) с сольной программой «Грани современной гитары»
В 2019-м году выступил в Индонезии в Джакарте в культурной программе фотовыставки Сергея Ковальчука вместе с известным индонезийским музыкантом Индро Хорджодикоро.
В сентябре 2019 г. выступил с серией концертов в международной культурной программе VietRusJazz (организованной в рамках перекрестного года «Россия-Вьетнам» центром АСЕАН (МГИМО) при поддержке МИД России) вместе с известным вьетнамским саксофонистом Чан Ман Туаном. Концерты прошли в Москве, а также в г. Хошимине, г. Вунгтау (Вьетнам)
В сентябре 2021 г. дал 4 сольных концерта в Коста-Рике и Никарагуа в рамках культурной программы, посвященной 200-летию независимости стран.
Постоянный участник международных фестивалей: Мамакабо, MusicFest, Мир гитары. Участник концертных программ «Лучшие гитаристы России», «Гитара от классики до рока», «Beatles глазами звезд Московского блюза».
Является музыкальным руководителем эстрадно-симфонического ансамбля «Con Brio», аккомпанирующего состава тенора Михаила Котлярова. В 2018-м году «Con Brio» выступил с сольным концертом в Государственном Кремлёвском Дворце (Москва)
С 2013 года активно сотрудничает с вокалистом Chuck Register (USA), написав для него серию песен.

## Публицистическая деятельность
Автор книг:
- «Прогрессивная техника игры на электрогитаре» с аудиоприложением 1997 г.[26](Первое русскоязычное издание в музыкально-педагогической литературе по технике независимого тэппинга)[27].
- «Игра на электрогитаре. Теория и практика»[28]. 2002 г
- «Лад и гармония», 2015 г. (с аудиоприложением)
- «First steps in TouchStyle technique», 2016 г. (на русском и английском языках).
- Ta Ka Di Mi методика развития ритмичности музыканта. 2024 г.

Журналы:
- «IN/OUT Техника для шоу-бизнеса» профессионально-технический журнал — редактор, автор статей. Работает с 1998 года.[29]. Ведет рубрики «Вокруг гитары», посвященной обзору новинок гитарного оборудования и «Домашняя звукозапись» — обзоры компьютерных программ, специального оборудования для цифровой звукозаписи.
- Ведущий раздела «Мастер Класс» в журнале Music Box[30][31].
- Автор статей в журнале «Шоу-Мастер».

Автор более 100 аналитических, музыкально-технических и учебно-педагогических статей.
В 2025-м году на флеш-накопителе «Грани современной гитары» вышли истории и рассказы Дмитрия Малолетова из цикла «Записки гастролирующего музыканта».

## Педагогическая деятельность
Ведущий мастер-классов программы «LearnMusic», а также в зарубежных музыкальных учебных заведениях. Член жюри ежегодного международного конкурса гитаристов «Многоликая гитара» (проводит Государственный музыкальный колледж эстрадного и джазового искусства под руководством Михаила Суджана). Организатор Интернет- конкурса гитаристов «Blade 2003», который открыл новые яркие имена молодых музыкантов.
В классе Дмитрия Малолетова обучались продюсер и автор песен группы «Тату» Сергей Галоян, Анна Куликова группа «Куба», Фабрика Звезд, гитарист Андрей Смирнов (U.D.O.) и другие известные музыканты России.

## Работа в кино
Написал музыку и исполнил роль музыканта в художественном фильме «ИСКУШЕНИЕ ДИРКА БОГАРДА» (2001) Режиссёр Кирилл Мозгалевский.
Написал музыку к документальному фильму «Авдеев. Открытый космос.» (2023 г.) режиссёр Максим Кузнецов

## Культурно-просветительная и общественно-политическая работа
С 2009 года — автор и ведущий радиопередачи «Гитарный клуб Дмитрия Малолетова» на Русской службе новостей.
Помощник Депутата Государственной Думы (С. Г. Каргинова) по вопросам культуры и искусства VI созыва (2011—2016 гг).
Участник многих телевизионных и радиопередач, посвященных музыке и гитаре.
В декабре 2023 г. гость программы «Антропология» Д. Диброва на Первом канале (Россия).
В январе 2024 г. был гостем американской радиостанции RUSA.FM (трансляция ведется для русскоязычного населения в США)

## Биографическая справка
Дмитрий Малолетов родился 16 сентября 1963 г. в г. Щелково Московской обл. Отец: военнослужащий, ведущий инженер-испытатель НИИ им. Чкалова, мать: преподаватель математики, физики, астрономии.
В 1965-м году семья переехала г. Ахтубинск Астраханской обл. по долгу службы отца.
В 6 лет поступил в ДМШ по классу фортепиано. Занимался спортом (борьбой самбо, плаванием, хоккеем). Трехкратный чемпион г. Ахтубинск по борьбе самбо, призёр областных соревнований.
В 12 лет под влиянием рок-музыки увлекся гитарой. В 8-м классе начал играть в школьном ансамбле на танцах и концертах художественной самодеятельности.
В 1980-м году, после окончания средней школы, в возрасте 16 лет, поступил в Тамбовское высшее авиационное училище летчиков им. М. Расковой. Имеет более 180 часов налета на реактивных самолётах, из них около 80 часов самостоятельных полетов на самолётах Л-29 (1 и 2-й курс) и Ту-134 УБЛ (3 и 4-й курс). Во время обучения в летном училище играл в вокальном-инструментальном ансамбле на гитаре, бас-гитаре и в качестве вокалиста.
На последнем курсе в 1985-м году увлечение гитарой и рок-музыкой привели к отчислению из ТВВАУЛ.
Д. Малолетов был отправлен в армию. Дальнейшую службу проходил в пожарной части в должности пожарного, командира пожарного автомобиля, командира газодыморазведовательной группы.
В 1986-м году отказался восстанавливаться в летное училище, твердо решив стать профессиональным гитаристом.
После демобилизации из армии в 1986-м году поступил на эстрадное отделение Минского института культуры по классу гитары.